# Heinrich Otto Spitz
Heinrich Otto Spitz (* 11. Jänner 1885 in Wien; † 10. April 1945 ebenda) war ein österreichischer Fuhrunternehmer, Politiker und Widerstandskämpfer.

## Leben
Heinrich Otto Spitz war Großfuhrwerksbesitzer in Wien. Im autoritären Ständestaat gehörte er von 1. November 1934 bis zum 21. Februar 1938 als Vertreter der Selbständigen im Gewerbe dem Bundeswirtschaftsrat an. Im ständestaatlichen Gewerbebund war er Mitglied des Präsidiums, Finanzreferent und erster Obmannstellvertreter sowie Innungsmeister der Fuhrwerkerzunft. Im Dezember 1935 wurde er zum Handelskammerrat ernannt. Als im Februar 1938 der Präsident des Gewerbebundes Julius Raab in die Regierung berufen wurde, wurde Spitz im Zuge der folgenden Personalrochaden zum geschäftsführenden Obmannstellvertreter des Wiener Gewerbebundes bestellt. Spitz verzichtete daraufhin auf sein Mandat im Bundeswirtschaftsrat und wurde zugleich mit 22. Februar 1938 an Stelle von Julius Raab in den Bundestag berufen.
Nach dem „Anschluss Österreichs“ an das nationalsozialistische Deutsche Reich wurde Spitz seiner politischen Funktionen enthoben, konnte aber seinen Betrieb weiterführen. Gegen Ende des Zweiten Weltkriegs betätigte sich Spitz in der Widerstandsbewegung O5. In seinem Haus in Wien-Heiligenstadt wurde im Dezember 1944 das Leitungsgremium Provisorisches Österreichisches Nationalkomitee gegründet, das Pläne für eine politische Nachkriegsordnung schmiedete. Auch die Frau von Spitz und ihre Söhne waren im Widerstand aktiv. In ihrem Haus versteckten sie über längere Zeit eine Frau jüdischer Herkunft. Aufgrund von Denunziation wurde Spitz wenige Tage vor der Befreiung Wiens von der SS gestellt und erschossen.

## Belege
1. ↑  Die personellen Veränderungen im Gewerbebund. In: Das kleine Volksblatt, 19. Februar 1938, S. 10 (online bei ANNO).

| Personendaten    | Personendaten                                                      |
| ---------------- | ------------------------------------------------------------------ |
| NAME             | Spitz, Heinrich Otto                                               |
| KURZBESCHREIBUNG | österreichischer Fuhrunternehmer, Politiker und Widerstandskämpfer |
| GEBURTSDATUM     | 11. Januar 1885                                                    |
| GEBURTSORT       | Wien                                                               |
| STERBEDATUM      | 10. April 1945                                                     |
| STERBEORT        | Wien                                                               |